# Отоміно
Отоміно (пол. Otomino, нім. Ottomin) — село в Польщі, у гміні Жуково Картузького повіту Поморського воєводства.
Населення — 405 осіб (2011).
У 1975-1998 роках село належало до Гданського воєводства.

## Демографія
Демографічна структура станом на 31 березня 2011 року:
|          | Загалом | Допрацездатний вік | Працездатний вік | Постпрацездатний вік |
| -------- | ------- | ------------------ | ---------------- | -------------------- |
| Чоловіки | 207     | 56                 | 137              | 14                   |
| Жінки    | 198     | 60                 | 115              | 23                   |
| Разом    | 405     | 116                | 252              | 37                   |